# Phebellia nigricauda
Phebellia nigricauda är en tvåvingeart som beskrevs av Louis-Paul Mesnil 1963. Phebellia nigricauda ingår i släktet Phebellia och familjen parasitflugor. Inga underarter finns listade i Catalogue of Life.